# Иньиго Лопес де Мендоса-и-де-ла-Вега, 2-й герцог Инфантадо
Иньиго Лопес де Мендоса (исп. Íñigo López de Mendoza, II duque del Infantado; 1438, Гвадалахара — 14 июля 1500) — испанский дворянин из дома Мендоса, 1-й граф Сальданья, 2-й герцог дель Инфантадо, 3-й маркиз Сантильяна, 3-й граф Реал-де-Мансанарес и гранд Кастилии.

## Биография
Родившийся в городе Гвадалахара в 1438 году, Иньиго Лопес де Мендоса был старшим сыном Диего Уртадо де Мендоса, 1-го герцога дель Инфантадо (1417—1479), и его жены Брианды де Мендоса-и-Луна. В 1462 году король Кастилии Энрике IV пожаловал ему титул графа Салданья, а после смерти отца в 1479 году он унаследовал его титулы и стал 2-м герцогом дель Инфантадо, 3-м маркизом де Сантильяна, 3-м графом Реал-де-Мансанарес и сеньором де Ита и Буитраго.
13 февраля 1476 года католические монархи признали Иньиго Лопеса де Мендосу и его жену Марию де Луна законными преемниками Альваро де Луна.
Он участвовал в Гранадской войне, в которой он был особенно активен в кампании 1486 года, в которой он лично участвовал в завоевании Лохи, Ильоры и Моклина, а в 1491 году он подписал акт о капитуляции города.
Он приказал Хуану Гуасу построить Дворец Инфантадо в Гвадалахаре и закончил замок Мансанарес-эль-Реал. Его потомки были крупными магнатами королевства и часто были членами Государственного совета.
Иньиго Лопес де Мендоса скончался 14 июля 1500 года.

## Брак и потомство
Иньиго Лопес де Мендоса женился в 1460 году на своей троюродной сестре Марии де Луна-и-Пиментель (? — 1502), четвертой дочери Альваро де Луна, констебле Кастилии, и его жены Хуаны Пиментель, 1- й сеньоры Ла-Торре-де-Эстебан-Амбран, Вилья-дель-Прадо, Альхамин и Кастильо-де-Байуэлаке.
В результате брака Иньиго Лопес де Мендоса и Марии де Луна Пиментель родились:
- Диего Уртадо де Мендоса де ла Вега-и-Луна, 3-й герцог дель Инфантадо (11 марта 1461 — 30 августа 1531), унаследовавший все титулы своего отца.
- Альваро де Мендоса-и-Луна (род. ок. 1463), впоследствии ставший 3-м сеньором Ла-Торре-де-Эстебан-Амбран, женился на Терезе Каррильо де Кастилья, дочери Альфонсо Каррильо де Акунья и Леонор де Толедо.
- Франсиска Лассо де Мендоса-и-Луна (род. ок. 1465), вышла замуж за Луиса де ла Серда-и-Кастро, сеньора де Мандайона, по наследству, а во втором браке она вышла замуж за Хуана де Луна-и-Сааведра, рыцаря-командора Ордена Сантьяго, мэра и генерал-капитана Мелильи.